# Jan van der Hoeven
Jan van der Hoeven (Rotterdam, 9 febbraio 1801 – Leida, 10 marzo 1868) è stato un entomologo, botanico e zoologo olandese., fondatore della craniometria.

## Biografia
Jan van der Hoeven proveniva da una ricca famiglia di commercianti nativa di Rotterdam. Nel 1819 si trasferì a Leida. Nel 1822 ottenne la laurea in fisica e nel 1824 in medicina. Dopo una visita a Parigi iniziò a lavorare come medico di famiglia a Rotterdam, ma nel 1826 fu nominato professore di zoologia e mineralogia presso l'Università di Leida. Sempre in questo periodo si sposò con Anna van Stolk. Da giovane Van der Hoeven fu influenzato dal filosofo tedesco Johann Gottfried Herder e fu amico di Willem Bilderdijk, avvocato, autore e storico. Due dei suoi fratelli erano anche professori: Abraham era un teologo e Cornelius medico.
Nel 1834 lavorò in una rivista di storia naturale e fisiologia (Tijdschrift voor natuurlijke geschiedenis en physiologie). Van der Hoeven era anche coinvolto nell'istruzione, scrivendo un libro di biologia per gli alunni della scuola secondaria, anche se, paradossalmente, era uno degli ultimi professori di Leida a insegnare in latino. Nel 1860 chiese il permesso di lasciare l'università. Morì a Leida otto anni dopo. Nel 1858 fu eletto membro straniero dell'Accademia reale svedese delle scienze. Nel 1864 pubblica il libro in latino sulla biologia, Philosophia Zoologica. Nel 1832 diventò corrispondente del Royal Institute e nel 1845 membro. Nel 1851 il Royal Institute divenne la Royal Netherlands Academy of Arts and Sciences.